# Weissseespitze
La Weissseespitze (en italien : Cima del Lago Bianco) est une montagne qui s’élève à 3 498 ou 3 532 m d’altitude dans les Alpes de l'Ötztal, à la frontière entre l'Autriche et l'Italie.